# Chingshuitempel
De Chingshuitempel is een taoïstische tempel die gewijd is aan de god Qingshui Zushi (清水祖師). De tempel ligt aan de Kangding Road, Wanhua District, Taipei in Taiwan en is gebouwd in 1787. In 1958 werd de tempel gerenoveerd en gerestaureerd.